# Arusha Chini
Arusha Chini ist ein Verwaltungsbezirk (Ward) des Distrikts Moshi in der tansanischen Region Kilimandscharo.

## Geografie
Arusha Chini liegt im Nordosten von Tansania südlich der Regionshauptstadt Moshi. Das Land liegt auf einer etwa 700 Meter hoch liegenden Ebene. Das größte Gewässer ist der Fluss Kikafu, der die Grenze im Westen zur Region Manyara bildet.
Der Bezirk grenzt im Nordwesten an Kindi, im Norden an Korongoni, Pasua und Bomambuzi, die zum Distrikt Moshi (MC) gehören. Im Osten liegen Mabogini und Kahe Magharibi, im Südosten Lang'ata des Distrikts Mwanga, im Südwesten Msitu wa Tembo der Region Manyara und im Westen grenzt der Bezirk an Masama Rundugai, Machame Weruweru und Mnadani, die alle zum Distrikt Hai gehören.
Bei der Volkszählung 2022 lebten 13.977 Menschen in 3735 Haushalten auf einer Fläche von 231 Quadratkilometern.

## Gliederung
Der Bezirk besteht aus zwei Gemeinden (Mtaa) mit neun Orten (Kitongoji):
| Chemchem - Kijijini - Miswakini - Forodhani - Chambogo - Majengo | Mikocheni - Mikocheni A - Mikocheni B - Masaini - Kirungu |

## Wirtschaft und Infrastruktur
- Bildung: Im Bezirk gibt es zwei staatliche weiterführende Schulen.[8] Die Langasani Secondary School[9] und die TPC Secondary School[10] unterrichten jeweils Mädchen und Burschen bis zur 4. Stufe.
- Gesundheit: In den zwei Gemeinden Chemchem[11] und Mikocheni[12] liegen je eine staatliche Apotheke.